# Hispanoamèrica
|  | Per a altres significats, vegeu «Hispanoamérica». |

|  | No s'ha de confondre amb Amèrica Llatina. |

| 50% | 20% | 5% |
| 30% | 10% | 2% |

50%
20%
5%
30%
10%
2%

Hispanoamèrica o Amèrica hispana és una regió cultural integrada per les nacions americanes de parla castellana.
| País                 | Població    | Extensió (km²) | Capital             |
| -------------------- | ----------- | -------------- | ------------------- |
| Argentina            | 40.914.000  | 2.791.810      | Buenos Aires        |
| Bolívia              | 10.027.644  | 1.098.581      | Sucre               |
| Xile                 | 16.763.470  | 756.950        | Santiago de Xile    |
| Colòmbia             | 44.797.552  | 1.141.748      | Bogotà              |
| Costa Rica           | 4.016.173   | 51.100         | San José            |
| Cuba                 | 11.382.820  | 110.860        | L'Havana            |
| República Dominicana | 9.523.209   | 48.730         | Santo Domingo       |
| Equador              | 13.710.234  | 283.520        | Quito               |
| El Salvador          | 6.704.932   | 20.041         | San Salvador        |
| Hondures             | 6.974.504   | 112.492        | Tegucigalpa         |
| Guatemala            | 14.655.189  | 108.890        | Ciutat de Guatemala |
| Mèxic                | 109.955.400 | 1.972.550      | Ciutat de Mèxic     |
| Nicaragua            | 5.465.100   | 129.494        | Managua             |
| Panamà               | 3.140.232   | 78.200         | Ciutat de Panamà    |
| Paraguai             | 6.347.884   | 406.750        | Asunción            |
| Perú                 | 28.220.764  | 1.285.216      | Lima                |
| Puerto Rico          | 3.916.632   | 9.104          | San Juan            |
| Uruguai              | 3.415.920   | 176.220        | Montevideo          |
| Veneçuela            | 28.384.132  | 916.445        | Caracas             |
| Hispanoamèrica       | 365.307.875 | 12.004.512     |                     |

Puerto Rico, encara que pertany als Estats Units com a estat associat, és considerat part d'Hispanoamèrica.